# Belisario Porras (Panamá)
Belisario Porras es uno de los 9 corregimientos del distrito de San Miguelito en Panamá. Limita al norte con el corregimiento de Belisario Frías, al oeste con el corregimiento de Omar Torrijos, al suroeste con el corregimiento de Amelia Denis de Icaza, al noreste con el corregimiento de Arnulfo Arias, al este y sur con el corregimiento de José Domingo Espinar. 
Su cabecera es Samaria. La localidad tiene 49.367 habitantes (2010).

## Organización territorial
- Samaria
- Plaza Mayorca

## Centros Comerciales
- Los Andes Mall: Es el nuevo Centro Comercial de Belisario Porras, cuenta con muchos almacenes, un Food Court y estacionamiento bajo tierra.
- Plaza Mayorca: Es un centro de comercial que tiene origen de 2004 a 2005; tiene un Super Xtra, IDAAN, Centro de Afiliación de Caja de Seguros Social y Yenny; además de tiendas de chinos.